# Jesús Rollán
Jesús Miguel Rollán Prada (Madrid, 4 aprile 1968 – La Garriga, 11 marzo 2006) è stato un pallanuotista spagnolo, portiere della Nazionale spagnola. Ha vinto una medaglia d'oro ai Giochi olimpici di Atlanta 1996 ed una d'argento ai Giochi di Barcellona 1992.
Nel 2012 è stato inserito nella International Swimming Hall of Fame.

## Biografia
Con 2 medaglie d'oro ed altrettante d'argento, assieme al compagno di nazionale Salvador Gómez, è il pallanuotista con il miglior palmarès ai mondiali di tutti i tempi.
Nel 1982 entra nelle giovanili del Catalunya, dove giocherà dal 1986 al 2001 vincendo sette campionati spagnoli, sei Coppa del Re, una Coppa dei Campioni, due Supercoppe LEN e una Coppa delle Coppe. Nel 2001 si trasferisce alla Pro Recco: in Liguria resterà due anni conquistando uno scudetto e una Coppa dei Campioni. Nel 2004 termina la carriera al Sabadell.

### La morte prematura
Finito in un tunnel di droga e depressione è venuto a mancare prematuramente nel 2006, a soli 37 anni, secondo il sito spagnolo di Eurosport si suicidò lanciandosi dalla finestra di una clinica in Catalogna.